# Левашов, Сергей Александрович
Серге́й Алекса́ндрович Левашо́в (род. 16 октября 1961, с. Полюдово, Жиздринский район, Калужская область, СССР) — подполковник ВС РФ, участник Афганской войны и Первой чеченской войны, Герой Российской Федерации (1999). Заместитель командира отдельного вертолётного полка Московского военного округа.

## Биография
Родился 16 октября 1961 года в селе Полюдово Жиздринского района Калужской области. Русский. Окончил среднюю школу, после чего поступил в Саратовское высшее военное авиационное училище лётчиков, которое окончил в 1984 году.
Служил в авиационных вертолётных полках Туркестанского и Северо-кавказского военных округов. В составе ограниченного контингента советских войск (94-й Отдельный боевой вертолётный полк) принимал участие в Афганской войне. Командовал вертолётным звеном и был заместителем командира вертолётной эскадрильи в вертолётном полку Северо-Кавказского военного округа (Будённовск, Ставропольский край). Принимал участие в первой чеченской войне.
С августа 1999 года принимал участие в боевых действиях в Дагестане и во второй чеченской войне, совершил несколько сотен боевых вылетов.
13 августа 1999 года на вертолёте Ми-8 производил высадку десанта в районе горы Аликен в Ботлихском районе Дагестана в сложных условиях: под огнём противника (в том числе из крупнокалиберного пулемёта) вертолёт получил значительные повреждения кабины и фюзеляжа, но Левашов прислонил машину к склону на одно колесо и удерживал её под огнём боевиков в таком положении, пока не выполнил поставленную задачу. После этого с вертолёта около 10 минут производил подавление вражеских огневых точек, помогая десантникам занять оборону. Вернувшись на аэродром и устранив наиболее значительные повреждения, Левашов вновь поднял машину в воздух и доставил подкрепление и боеприпасы десантникам.
Указом Президента Российской Федерации от 26 августа 1999 года за мужество и героизм, проявленные при выполнении воинского долга в Северо-Кавказском регионе, подполковнику авиации Левашову Сергею Александровичу присвоено звание Героя Российской Федерации с вручением медали «Золотая звезда» (Медаль № 482).
Продолжает службу в Российской Армии. С 2002 года — заместитель командира отдельного вертолётного полка Московского военного округа (город Воротынск Калужской области). Награждён орденами Красной Звезды, Мужества, «За военные заслуги», медалями.
В 2024 году награждён орденом «За заслуги перед Республикой Дагестан».